# Ciona pomponiae
Ciona pomponiae är en sjöpungsart som beskrevs av Monniot 1989. Ciona pomponiae ingår i släktet Ciona och familjen Cionidae. Inga underarter finns listade i Catalogue of Life.